# Giuseppe Cesare Abba (destroyer)
Pour les articles homonymes, voir Giuseppe Cesare Abba.
Le Giuseppe Cesare Abba (fanion « AB » et plus tard « M 5330 ») était un destroyer (puis, plus tard, un torpilleur) italien, de la classe Rosolino Pilo, lancé en 1915 pour la Marine royale italienne (en italien : Regia Marina).

## Conception et description
Ces navires avaient une longueur totale de 73 mètres, une largeur de 7,3 mètres et un tirant d'eau de 2,7 mètres. Ils déplaçaient 672 tonnes à charge normale, et 720  tonnes à pleine charge. Leur effectif était de 69 officiers, sous-officiers et marins.
Les Rosolino Pilo étaient propulsés par deux turbines à vapeur, chacune entraînant un arbre d'hélice et utilisant la vapeur fournie par quatre chaudières. La puissance nominale des turbines était de 16 000 chevaux-vapeur (11 700 kW) pour une vitesse de 30 nœuds (55 km/h) en service. Ils avaient une autonomie de 1 440 milles nautiques (2 660 km) à une vitesse de 13 nœuds (24 km/h). Ils transportaient 128 tonnes de naphte.
Leur batterie principale en 1918 était composée de 5 canons Schneider Modèle 1914 de 102/35 mm. La défense antiaérienne (AA) des navires de la classe Rosolino Pilo était assurée par 1 canon simple Vickers-Armstrong QF 2 lb de 40/39 mm. Ils étaient équipés de 4 tubes lance-torpilles de 450 millimètres dans deux supports doubles au milieu du navire.

## Construction et mise en service
Le Giuseppe Cesare Abba est construit par le chantier naval Cantiere navale di Sestri Ponente à Sestri Ponente en Italie, et mis sur cale le 19 août 1913. Il est lancé le 25 mai 1915 et est achevé et mis en service le 6 juillet 1915. Il est commissionné le même jour dans la Regia Marina.

## Histoire de service

### La Première Guerre mondiale
Quelques semaines après son entrée en service, dans la nuit du 12 au 13 août 1915, le Giuseppe Cesare Abba (chef d'escadron) est envoyé, avec son navire-jumeau (sister ship) Mosto et le destroyer français Bisson, à la recherche d'un sous-marin (U-boot) austro-allemand - U 3 - qui avait attaqué sans succès le croiseur auxiliaire Città di Catania à l'est de Brindisi. Disposées selon un schéma radial, les trois unités suivent d'abord la route entre le point d'embuscade et Cattaro, la base austro-hongroise, puis elles se dirigent en zigzag vers le nord et ensuite vers le sud. À 4 h 52 le 13 août, le Bisson repère le U-boot qui navigue en surface à cause d'une panne, et le coule à coups de canon, tandis que le Abba fait demi-tour vers le sous-marin, arrivant à temps pour assister à son naufrage.
Vers 9 heures du matin le 29 décembre, le Abba quitte Brindisi avec quelques autres destroyers, le croiseur éclaireur Bixio et le croiseur britannique HMS Weymouth (1910) pour poursuivre, comme l'ont déjà fait de nombreuses autres unités italo-franco-britanniques, une formation austro-hongroise (cuirassé SMS Helgoland, destroyers SMS Csepel, SMS Tátra, SMS Triglav, SMS Lika et SMS Balaton) qui ont canonné et coulé quelques marchands (deux voiliers et le vapeur grec Mikael) amarrés à Durrës. Dans la bataille suivante, qui se termine par le naufrage des unités ennemies SMS Lika et SMS Triglav sur des mines et l'endommagement d'autres navires, tant anglo-italiens qu'austro-hongrois, le Abba ne joue pas de rôle particulier.
Dans la nuit du 25 au 26 juin 1916, le Abba (sous les ordres du commandant Tanca) fournit une escorte rapprochée, avec les destroyers Pilo, Mosto et Nievo, aux vedettes-torpilleurs (Motoscafo Armato Silurante) MAS 5 et 7 qui, remorquées respectivement par les torpilleurs 36 PN et 34 PN, attaquent la flotte austro-hongroise au mouillage à Durrës. À 0 h 15, les deux MAS sont largués de leur remorque à 2,5 milles nautiques (4,6 km) de la cible, à 1 h 45 ils lancent leurs torpilles et à 2 h 40 ils rejoignent la formation dont fait partie le Abba et rentrent à la base. Lors de l'attaque, le vapeur Sarajevo (1 111 tonneaux de jauge brute (tjb)) est coulé.
Le 3 août 1916, le Abba (commandé par le capitaine de frégate (capitano di fregata) Petrelluzzi) navigue avec le destroyer Ardente pour soutenir une attaque de 9 avions contre Durrës, mais pendant la navigation les deux navires sont détournés vers Molfetta, attaquée par les destroyers SMS Wildfang et SMS Warasdiner soutenus par le croiseur SMS Aspern et les torpilleurs SMS TB 80 et SMS TB 85. Alors que le Ardente, victime d'une panne, se replie pour rejoindre l'escadron de destroyers français "Bory", qui part ensuite en renfort du Abba, ce dernier continue seul, même après avoir aperçu, à 8 h 20, un sous-marin ennemi, le  SM U 20 . À 9 heures, le Abba aperçoit les navires ennemis et tente de s'en approcher pour ouvrir le feu, mais les manœuvres du SMS Aspern, beaucoup plus grand et mieux armé, qui se place entre l'unité italienne et les torpilleurs austro-hongrois, font échouer la tentative. Arrivés à 16 milles nautiques (30 km) de Cattaro, base navale austro-hongroise, le Abba et le Bory (arrivé entre-temps) doivent abandonner la poursuite.
Dans la nuit du 3 au 4 novembre 1916, le Abba (commandant Civalleri), le Pilo et le Nievo soutiennent une nouvelle attaque des MAS 6 et 7 (remorqués par les torpilleurs 34 PN, 35 PN et 36 PN) contre Durrës, une action qui échoue en raison de la présence de filets anti-torpilles.
Le 22 décembre 1916, à 23 h 0, le Abba, le Pilo et le Nievo quittent Brindisi et mettent le cap sur le Cap Rodoni pour attaquer des destroyers autrichiens (SMS Scharfschütze, SMS Dinara, SMS Réka et SMS Velebit) qui ont attaqué le canal d'Otrante et qui, après un affrontement avec des unités françaises (destroyers Casque, Commandant Rivière, Protet, Boutefeu, Dehorter et Bory), retournent à Cattaro. Les unités ennemies ne sont pas trouvées et les deux groupes de destroyers italiens et français se rencontrent de manière plutôt confuse. À 1 h 40, le Abba aperçoit de la fumée à bâbord, à l'avant, et vire vers le nord pour s'approcher, en accélérant au maximum. Après avoir reconnu le Dehorter et le Protet, il aperçoit le Casque, trop tard, cependant, pour éviter une collision, bien qu'aucun dommage sérieux n'ait été causé. Alors que le Abba manœuvre en marche arrière, une autre unité française, le Boutefeu, arrive et éperonne le Abba, tuant un homme (qui est porté disparu). Malgré la double collision, les dommages ne sont pas très graves et les trois navires endommagés peuvent rentrer au port.
Le 11 mai 1917, le navire, sous les ordres du commandant Poma, appareille de Venise avec les destroyers Audace, Ardito, Animoso et Ardente, pour intercepter un groupe de torpilleurs austro-hongrois (le destroyer SMS Csikós et les torpilleurs SMS 78 T, SMS 93 T et SMS 96 T) qui est aperçu à 15 h 30, à une distance d'environ 10 000 mètres. Cependant, comme les deux formations sont entre-temps arrivées non loin de Pula, une importante base navale austro-hongroise, les unités italiennes font demi-tour et retournèrent à Venise.
Dans la nuit du 13 au 14 août de la même année, le navire quitte Venise avec les destroyers Audace, Animoso, Ardente, Vincenzo Giordano Orsini, Giovanni Acerbi, Giuseppe Sirtori, Francesco Stocco, Carabiniere et Pontiere pour affronter un groupe de navires ennemis - les destroyers SMS Streiter, SMS Réka, SMS Velebit, SMS Scharfschütze et SMS Dinara et 6 torpilleurs - qui ont soutenu un raid aérien contre la forteresse vénitienne. Cependant, seul l'Orsini réussit à établir un contact bref et fugace avec les navires autrichiens..
Le 29 septembre de la même année, le navire sort en mer avec le croiseur éclaireur Sparviero, les destroyers Orsini, Acerbi et Stocco et une deuxième formation (destroyers Ardente, Ardito et Audace) pour soutenir un bombardement effectué par 10 avions contre Pola. La formation italienne a ensuite un bref affrontement dans la soirée avec une formation austro-hongroise (destroyers SMS Turul, SMS Velebit, SMS Huszár et SMS Streiter et 4 torpilleurs), sans obtenir de résultats significatifs.
Le 16 novembre 1917, il est envoyé, avec les navires Animoso, Acerbi, Stocco, Ardente, Orsini et Audace, pour contrer le bombardement effectué par les cuirassés austro-hongrois (k.u.k. Kriegsmarine) SMS Wien et SMS Budapest contre les batteries d'artillerie et les lignes italiennes à cet endroit. Les destroyers soutiennent l'attaque des vedettes-torpilleurs MAS 13 et 15 qui, avec celles des avions et des sous-marins F 11 et F 13, contribuent à perturber l'action ennemie, jusqu'au retrait des deux cuirassés.
Le 18 novembre de la même année, les Ardente, Abba, Animoso et Audace bombardent les lignes autrichiennes entre Caorle et Revedoli.
Le 28 novembre, les navires Animoso, Ardente, Ardito, Abba, Audace, Orsini, Acerbi, Sirtori et Stocco, ainsi que les croiseurs éclaireurs Aquila et Sparviero, quittent Venise et, avec quelques hydravions de reconnaissance, poursuivent une formation autrichienne, composée des destroyers SMS Dikla, SMS Streiter et SMS Huszár et de quatre torpilleurs, qui a bombardé le chemin de fer près de l'embouchure du Metauro. Les navires italiens doivent abandonner la poursuite lorsqu'ils atteignent le cap Kamenjak, trop proche de Pula.
Le 7 février 1918, le Abba, le Audace et le Animoso, partis de Venise à 10 h 45, remorquent le MAS destiné à l'action connue sous le nom de camouflet Buccari jusqu'au "point O" (20 milles nautiques (37 km) à l'ouest de Susak). Lorsqu'ils atteignent le "point O", les trois destroyers abandonnent leurs remorques aux torpilleurs 12 PN, 13 PN et 18 PN et se positionnent à une cinquantaine de milles nautiques (90 km) d'Ancône, afin de soutenir les MAS lors de leur retour.
Le 3 novembre 1918, à 18 h 10, l'Abba (capitaine de vaisseau (capitano di vascello) Portaluppi) et les torpilleurs 65 PN et 66 PN prennent possession de Porec, accueillis avec enthousiasme par la population locale, en majorité italienne. Après avoir occupé la ville et désarmé les fortifications, les trois navires repartent le lendemain.
Le 5 novembre, le Abba et trois autres destroyers (La Masa, Missori et Pilo), ainsi que le vieux cuirassé Saint Bon, entrent dans le port de Pula, après quoi les unités embarquées les jours suivants procèdent à l'occupation de la ville.

### Les années 20 et 30
Fin novembre 1918, le Abba escorte de Rijeka à Venise deux navires à vapeur chargés de soldats autrichiens, allemands et polonais.
Après 1918, le Abba subit des modifications qui voient le remplacement des canons de 76 mm par 5 canons de 102 mm et la mise en place de 2 canons antiaériens de 40 mm; le déplacement à pleine charge augmenté à 900 tonnes.
Le matin du 6 août 1928, le Abba appareille de Pula avec de nombreuses autres unités pour un exercice qui aurait impliqué également le croiseur léger Brindisi, le croiseur éclaireur léger Aquila et l'escorte de la Ve Flottille de destroyers (dont le Abba est le chef d'escadron), naviguant de Porec à Pula. L'exercice comprend une attaque simulée de la formation par les sous-marins F 14 et F 15,. À 8 h 40 - par un ciel clair, une mer agitée et un vent croissant - le Abba aperçoit le F 14 à tribord, au carrefour, et le signale (le message est "sous-marin à tribord au carrefour") aux autres unités. La détection du périscope révèle cependant que le sous-marin n'est qu'à quelques mètres de distance,. À bord du destroyer Giuseppe Missori, qui suit le Abba à courte distance, l'équipage surveillait principalement la zone d'attaque probable, à tribord, de sorte que le F 14 n'est aperçu que lorsqu'il se trouvait à 180-160 mètres. Malgré les manœuvres des deux unités, la collision est inévitable et le F 14 coule à 7 milles nautiques (13 km) à l'ouest de San Giovanni in Pelago (Pula),. Malgré les tentatives de sauvetage, tout l'équipage du F 14, piégé dans le sous-marin en grande partie sec, périt avant d'avoir pu être secouru,,.
Le 1er octobre 1929, le navire est déclassé en torpilleur.

### La Seconde Guerre mondiale
Lorsque l'Italie est entrée dans la Seconde Guerre mondiale, le Abba fait partie du Ve escadron de torpilleurs, basé à Augusta (Schiaffino, Dezza, La Farina, Albatros).
Il est principalement employé pour des fonctions d'escorte de convois, opérant initialement dans le sud de la mer Tyrrhénienne.
Le 6 juillet 1940, il participe à l'escorte du premier grand convoi à destination de la Libye (opération appelée " TCM "). Parti de Naples à 19 h 45, le convoi est formé par les transports de troupes Esperia et Calitea (transportant respectivement 1 571 et 619 soldats) et les cargos modernes Marco Foscarini, Vettor Pisani et Francesco Barbaro (dont la cargaison comprend au total 232 véhicules, 5 720 tonnes de carburant et de lubrifiants et 10 445 tonnes d'autres matériaux). Le Abba et le Pilo quittent Catane le 7 juillet pour escorter le Barbaro et rejoignent les autres transports, naviguant avec l'escorte directe du XIVe escadron des torpilleurs (Procione, Orsa, Orione, Pegaso) et avec l'escorte indirecte du Xe escadron des destroyers (Maestrale, Grecale, Libeccio, Scirocco) et des croiseurs légers Bande Nere et Colleoni,. Les navires arrivent sains et saufs à Benghazi, leur port d'arrivée, le 8 juillet.
Entre les 2 et 3 septembre 1940, le torpilleur escorte de Tobrouk à Benghazi les transports Città di Livorno et Priaruggia.
Au coucher du soleil, le 16 mars 1941, le Abba, qui se trouve à Vlora, reçoit l'ordre de s'amarrer dans les eaux situées à l'est de la péninsule de Karaborum (baie de Vlora). Dans cette zone, six navires marchands ont été amarrés; le Abba s'amarre à l'extrémité nord de la rangée de navires à l'ancre, tandis qu'un autre torpilleur, le Andromeda, s'amarre du côté opposé. Les deux navires (qui sont de toute façon avec leurs chaudières allumées et prêts à se déplacer, si nécessaire) protègent les transports avec leur artillerie anti-aérienne. À l'est du groupe sont amarrés le pétrolier et navire de débarquement Sesia et le grand chalutier à moteur Genepesca Seconda, qui sont utilisés pour d'éventuelles opérations de sauvetage au cas où des navires seraient touchés. Les navires, qui sont obscurcis, jettent l'ancre aux points prédéterminés à 18 h 30. À 23 h 50 et 23 h 58, un groupe de six bombardiers-torpilleurs Fairey Swordfish, envoyés pour attaquer les navires amarrés dans la rade, est d'abord aperçu depuis la vigie du Derni, puis détecté par la station aérienne de Sazan. La DCA (Défense contre l'aviation) entame un barrage, qui est interrompu lorsque les chasseurs italiens décollent. À minuit, les avions britanniques arrivent au-dessus de la baie de Vlora. Percevant le bruit de leurs moteurs, le Abba et le Andromeda commencent à effectuer des tirs de barrage. L'un des Swordfish, s'approchant à 400 mètres du Andromeda, torpille l'unité qui, secouée par l'explosion des chaudières, coule rapidement à la position géographique de 40° 21′ N, 19° 28′ E, emportant 50 des 137 membres d'équipage.
Dans la nuit du 18 au 19 mai 1942, le Abba quitte Augusta et escorte les MAS 451 et 452 et les vedettes-torpilleurs MTSM 214 et 218 jusqu'à Malte, avec pour mission de débarquer à Malte l'irrédentiste maltais (et sous-chef de la Milizia marittima di artiglieria (spécialité de la Milizia Volontaria per la Sicurezza Nazionale (MVSM) ou Milice volontaire pour la sécurité nationale) Carmelo Borg Pisani, qui devait recueillir des informations pour préparer un débarquement italo-allemand sur l'île, cependant, Borg Pisani, après deux jours à terre, est capturé par la garnison britannique de Malte et pendu,.
Le 9 novembre 1942, le navire, accompagné des torpilleurs modernes Lince et Cigno, escorte le croiseur léger Attilio Regolo dans le port, qui revient remorquer le remorqueur Polifemo après avoir été torpillé par le sous-marin britannique HMS Unruffled (P46) à la position géographique de 38° 14′ N, 12° 41′ E (au large du cap San Vito Siculo) et avoir perdu sa proue (pendant la navigation, le sous-marin britannique HMS United (P44) tente d'achever le croiseur mais échoue),.

### De l'armistice à la démolition

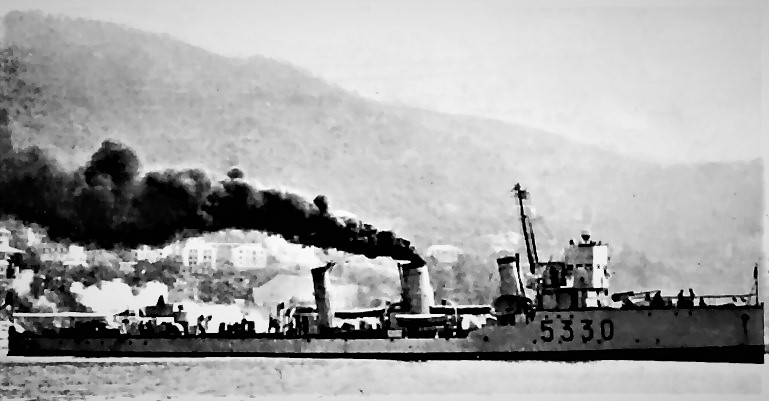
Une autre photo de l'Abba après sa conversion en dragueur de mines.

Lors de la proclamation de l'armistice du 8 septembre 1943 (Armistice de Cassibile), le Abba fait partie du IIIe groupe de torpilleurs, basé à Tarente et opérant dans le sud de l'Adriatique.
Le 15 septembre 1943, le torpilleur embarque à Cattaro des soldats appartenant à la division "Emilia" (155ª Divisione fanteria "Emilia"), en cours d'évacuation du Monténégro.
Pendant la cobelligérance (1943-1945) (voir Marine italienne cobelligérante), le navire est encore utilisé à diverses fins, dont le remorquage de cibles.
En 1953, l'unité désormais obsolète et usée est déclassée en un dragueur de mines côtier mécanique, recevant le nom de code M 5330,.
Déclassé le 1er septembre 1958, il est démoli.

## Sources
- (it) Cet article est partiellement ou en totalité issu de l’article de Wikipédia en italien intitulé « Giuseppe Cesare Abba (cacciatorpediniere) » (voir la liste des auteurs).